# Komura Jutarō
Hầu tước Komura Jutarō (小村 壽太郎, こむら じゅたろう (Tiểu Thôn Thọ Thái Lang), 16 tháng 9 năm 1855 – 25 tháng 11 năm 1911) là một chính khách và nhà ngoại giao Nhật Bản.

## Những năm đầu
Komura sinh ra trong một gia đình samurai cấp thấp phục vụ Obi ở tỉnh Hyūga của Kyushu (nay là Nichinan, tỉnh Miyazaki). Ông theo học Daigaku Nankō, tiền thân của Đại học Hoàng gia Tokyo. Năm 1875, ông được Bộ Giáo dục chọn là một trong những sinh viên đầu tiên đi du học nước ngoài theo học bổng của chính phủ. Tại Đại học Harvard, Komura chia sẻ chỗ ở với một sinh viên Nhật Bản khác là Kaneko Kentarō (sau này cũng là chính khách và nhà ngoại giao). Đúng ra, Komura tốt nghiệp Trường Luật Harvard năm 1878.